# Vic Law
Victor „Vic” Lamar Law (ur. 28 listopada 1995 w Chicago) – amerykański koszykarz, występujący na pozycji niskiego skrzydłowego, obecnie zawodnik Brisbane Bullets.
W 2013 wziął udział w Adidas Eurocamp.
W 2019 reprezentował Orlando Magic, podczas letniej ligi NBA w Las Vegas.
4 grudnia 2020 dołączył do australijskiego Brisbane Bullets.
Pochodzi ze sportowej rodziny. Jego ojciec, Victor senior grał w koszykówkę na uczelni Western Illinois. Siostra Simone została zaliczona do I składu All-Horizon (2013), jako zawodniczka drużyny Loyola.

## Osiągnięcia
Stan na 7 lutego 2021, na podstawie, o ile nie zaznaczono inaczej.
NCAA
- Uczestnik rozgrywek:
  - II rundy turnieju NCAA (2017)
  - turnieju Portsmouth Invitational Tournament (2019)
- Zaliczony do:
  - I składu:
    - defensywnego Big 10 (2017)
    - turnieju Wooden Legacy (2018)
    - Academic All-Big Ten (2018, 2019)

  - honorable mention All-Big Ten (2019)

Indywidualne
- Zaliczony do III składu G-League (2020)[4]